# Склероций

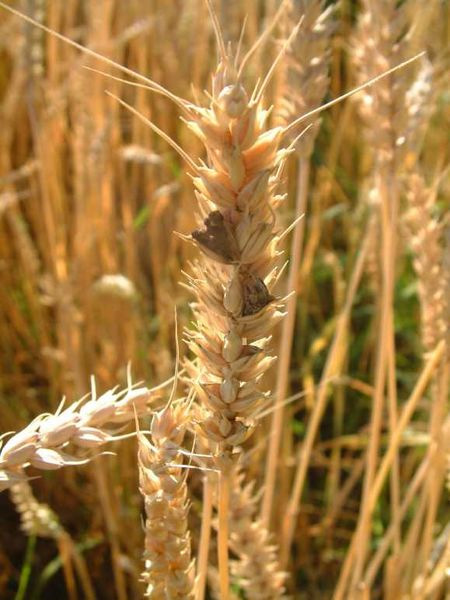
Псевдосклероций спорыньи

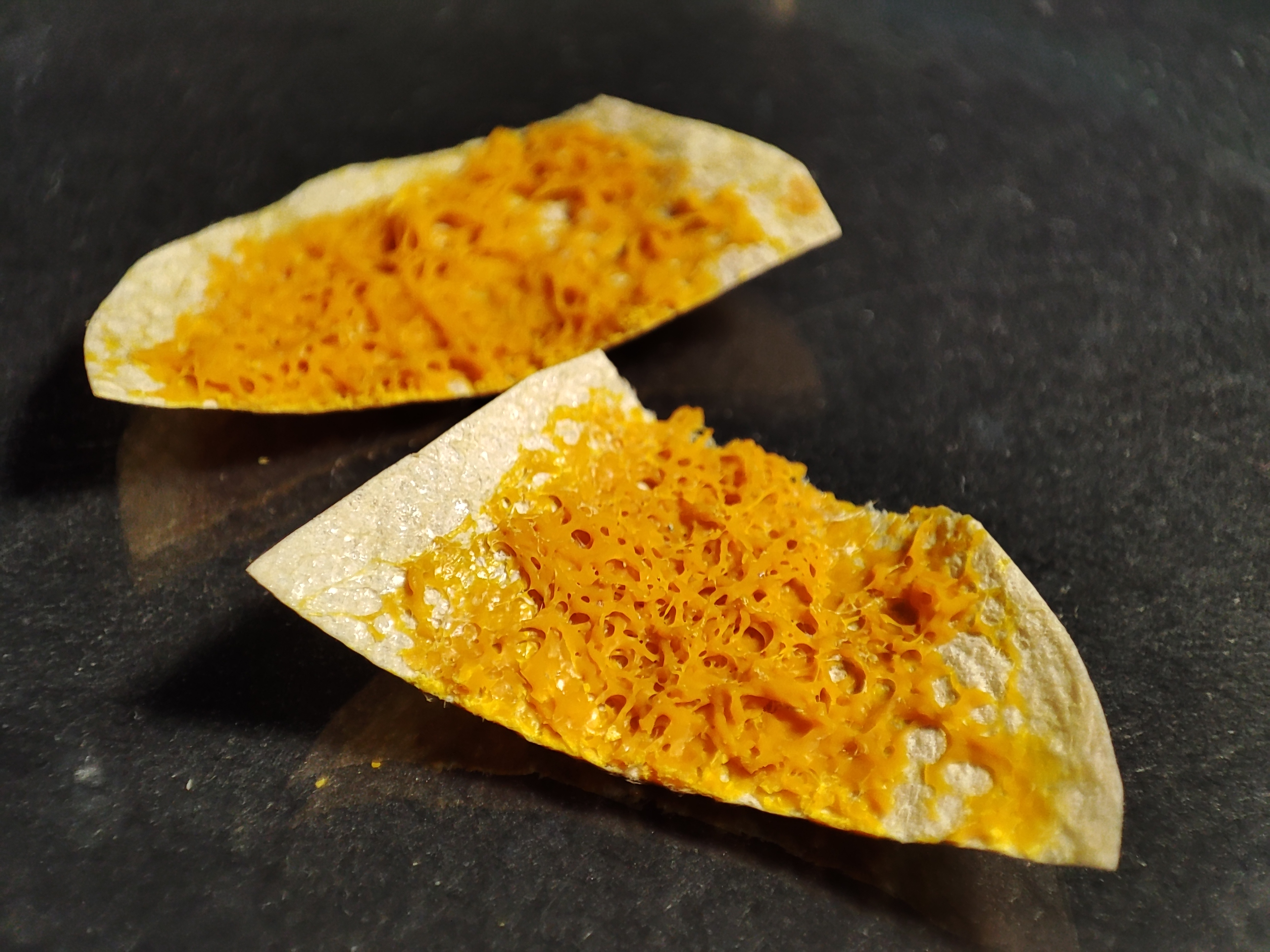
Склероций физарума многоглавого

Склероций (от др.-греч. σκληρός — «жёсткий») — покоящаяся стадия жизненного цикла ряда организмов (грибов, миксомицетов), возникающая в неблагоприятных условиях для их переживания. Выглядит как твёрдое тело различной формы и величины.

## Описание
Первоначально склероции принимали за отдельные организмы и описывали как самостоятельные виды. Вначале Левейе в 1843 году, а затем Тюлан в 1853 году доказали, что склероции составляют только стадию в цикле развития некоторых грибов. Дальнейшие исследования показали, что эта стадия появляется у множества организмов, принадлежащих к самым разнообразным группам. Ныне они известны у некоторых амёбозоев (Myxomycota), а также сумчатых (Ascomycota) и базидиальных (Basidiomycota) грибов.
У грибов склероции состоят из тесно сплетённых нитей мицелия. Склероций гриба имеет толстую плотную оболочку (с толстостенными тёмными клетками) и сердцевину (с тонкостенными бесцветными клетками), гифы которой богаты резервными материалами и особенно маслами. Они содержат очень мало воды (5—10%) и могут сохраняться в совершенно сухой среде, не теряя способности прорастать, вплоть до нескольких лет. В большинстве случаев склероций состоит исключительно из грибных гиф, тогда как некоторые могут состоять частично из сплетения грибных гиф и частично из находящихся между ними тканей самого субстрата (спорынья, склеротиния). Размеры склероция обычно составляют от нескольких долей миллиметра до нескольких десятков сантиметров. В благоприятных условиях склероций прорастает, образуя плодовые тела (у сумчатых или базидиальных грибов) или грибницы с конидиями (у несовершенных грибов).
Размеры склероция могут составлять от нескольких долей миллиметра до нескольких десятков сантиметров — как, например, у бразильского трутовика, диаметр склероция которого составляет 30 сантиметров, а масса — 20 килограммов.
После известного времени покоя, продолжающегося от нескольких дней до нескольких месяцев, склероции при достаточной влажности окружающей среды (то есть при наступлении благоприятных условий) прорастают, образуя плазмодии (у Myxomycota) или плодовые тела — апотеции (у дискомицетов), перитеции (у Pyrenomyceteae) и т. п. (то есть плодовые тела у сумчатых или базидиальных грибов и грибницы с конидиями у несовершенных). Склероции гриба Claviceps purpurea представляют собой так называемые рожки, находимые в колосьях ржи и употребляемые в медицине (спорынья). В Южной Европе и в тропиках встречаются склероции различных базидиальных грибов, достигающие размеров детской головы и употребляемые в пищу, как, например, так называемая Pietra fungaïa из Италии, состоящая из мицелиальных гиф трутовика, сплетённых с землею и камнями; в северных странах склероции имеют более скромные размеры — здесь чаще всего встречаются: Sclerotium semen на ветвях, сухих листьях, в виде буроватых шариков величиною с горчичное семя, принадлежащее к циклу развития грибка Typhula variabilis.